# Скобелева майка (квартал)
Вижте пояснителната страница за други значения на Скобелева майка.
Скобелева майка е пловдивски квартал, представляващ жилищна група А13 в Район Тракия.

## История
Кварталът се формира през 1980-те години и включва блокове № 97-99А, 265-299. През 2010 г. е правено допитване кварталът да се преименува на „Стоян Заимов“.
Тук се намират Ботаническата градина, лобното място и паметника на Олга Скобелева, убита на 6 юли 1880 г.